# Lauritz Sand
Pour les articles homonymes, voir Sand.
Lauritz Sand, né le 1er octobre 1879 à Trondheim et mort le 17 décembre 1956 à Bærum, est un topographe norvégien, officier de l'armée néerlandaise, homme d'affaires aux Indes orientales néerlandaises et résistant durant la Seconde Guerre mondiale.
Symbole important de la Résistance norvégienne contre le régime nazi lors de l'occupation de la Norvège par le Troisième Reich, il est notamment l'un des fondateurs de l'organisation clandestine XU et sera torturé.
Sand avait auparavant travaillé pour les services de renseignement britanniques dans les Indes orientales néerlandaises.

## Distinctions
- Chevalier de l'ordre de Saint-Olaf
- Médaille de la Liberté